# Bärförmåga
Bärförmåga är inom ekologin det maximala antal individer av en viss art som varaktigt kan livnära sig av resurserna inom ett ekosystem.
När sedan resurserna tar slut blir det en duns och många individer dör. Ibland börjar sedan antalet öka igen, till dess att det blir en ny krasch, och så vidare.
Bärförmåga kan även syfta på förmågan att bära last utan att brott uppstår. Det miljön klarar av att ta upp. 